# Erebia ornatissima
Erebia ornatissima är en fjärilsart som beskrevs av Hormuzaki 1937. Erebia ornatissima ingår i släktet Erebia och familjen praktfjärilar. Inga underarter finns listade i Catalogue of Life.